# Смерть придёт, у неё будут твои глаза...
Смерть придёт, у неё будут твои глаза... (итал. Verrà la morte e avrà i tuoi occhi) — цикл стихов Чезаре Павезе, а также одноимённое стихотворение цикла, считающееся наиболее известным стихотворением Павезе.

## Публикация
Цикл был написан в Турине, между 11 марта и 10 апреля 1950 года, под влиянием расставания с актрисой Костанс Доулинг, приведшего к самоубийству поэта. Состоит из десяти стихотворений: двух на английском языке (To C. from C., Last blues, to be read some day) и восьми на итальянском, четыре из которых имеют английские названия. Наиболее известное стихотворение цикла, давшее ему название, было написано 22 марта.
Цикл опубликован посмертно (1951), в составе сборника, в который также вошли написанный в 1945—1946 цикл La terra e la morte и ряд стихотворений 1947 года, ранее опубликованных в журнале Le Tre Venezie.

## Переводы на русский язык
Стихотворение Verrà la morte e avrà i tuoi occhi было переведено на русский язык Маргаритой Алигер, «Нагрянет смерть с твоими глазами…», и Александром Этерманом «Смерть придет, и у нее твои глаза…». Первая строка стихотворения была переведена как «Смерть придет, и у смерти глаза твои» Георгием Брейтбурдом. Иосиф Бродский передал её как «Придет смерть, и у нее будут твои глаза» в эпиграфе к стихотворению «Натюрморт» и переработал её как «Смерть придет, у нее будут твои глаза» в самом стихотворении. Первые четыре стихотворения из цикла («Anche tu sei collina...», «Sei la terra e la morte...», «In the morning you always come back» и «Verrà la morte e avrà i tuoi occhi») перевел поэт Михаил Климовский, трансформировавший первую строку последнего как «Смерть придет и посмотрит твоими глазами».

## Влияние
Verrà la morte e avrà i tuoi occhi оказало влияние на творчество поэтов второй половины двадцатого века, таких как Иосиф Бродский, Роберт Крили и Висенте Алейсандре.
Более того, Карло Дери переработал Verrà la morte e avrà i tuoi occhi для голоса и фортепиано (1985; первое исполнение — 1985, Флоренция), a ещё одно стихотворение цикла, In the morning you always come back было использовано Луиджи Ноно в опере «Под жарким солнцем любви».
На текст стихотворения Verrà la morte e avrà i tuoi occhi были написаны песни Лео Ферре, The Bloody Beetroots.